# Triticitidae
Triticitidae es una familia de foraminíferos bentónicos cuyos taxones se han incluido tradicional y mayoritariamente en la superfamilia Fusulinoidea, del suborden Fusulinina y del orden Fusulinida. Su rango cronoestratigráfico abarca desde el Kasimoviense (Carbonífero superior) hasta el Kunguriense (Pérmico inferior).

## Discusión
Clasificaciones más recientes incluyen Triticitidae en la superfamilia Schwagerinoidea, y en la subclase Fusulinana de la clase Fusulinata.

## Clasificación
Triticitidae incluye a las siguientes subfamilia y géneros:
- Subfamilia Triticitinae
  - Daixina †, también considerado en la subfamilia Pseudoschwagerinae de la familia Schwagerinidae
  - Leptotriticites †, también considerado en la subfamilia Schwagerininae de la familia Schwagerinidae
  - Montiparus †, también considerado en la subfamilia Schwagerininae de la familia Schwagerinidae
  - Obsoletes †, también considerado en la subfamilia Fusulinellinae de la familia Fusulinidae
  - Triticites †, también considerado en la subfamilia Schwagerininae de la familia Schwagerinidae

Otros géneros considerados en Triticitidae son:
Otros géneros considerados en Triticitidae son:
- Ferganites †, considerado un sinónimo posterior de Triticites †
- Fujimotoella †
- Girtyina †, considerado un sinónimo posterior de Triticites †
- Grabauina †, considerado un sinónimo posterior de Triticites †
- Jigulites †, aceptado como subgénero de Triticites, es decir, Triticites (Jigulites)
- Paratriticites †, considerado un sinónimo posterior de Triticites †
- Pseudodaixinoides †
- Rauserites †, considerado subgénero de Triticites, es decir, Triticites (Rauserites), pero considerado nomen nudum o como sinónimo de Triticites †
- Reticulosepta †
- Schwageriniformis †
- Tianshanella †, aceptado como subgénero de Triticites, es decir, Triticites (Tianshanella)